# Tipula (Eumicrotipula) pallidisignata pallidisignata
Tipula (Eumicrotipula) pallidisignata pallidisignata is een ondersoort van de tweevleugelige Tipula (Eumicrotipula) pallidisignata uit de familie langpootmuggen (Tipulidae). De ondersoort komt voor in het Neotropisch gebied.